# Таханеа

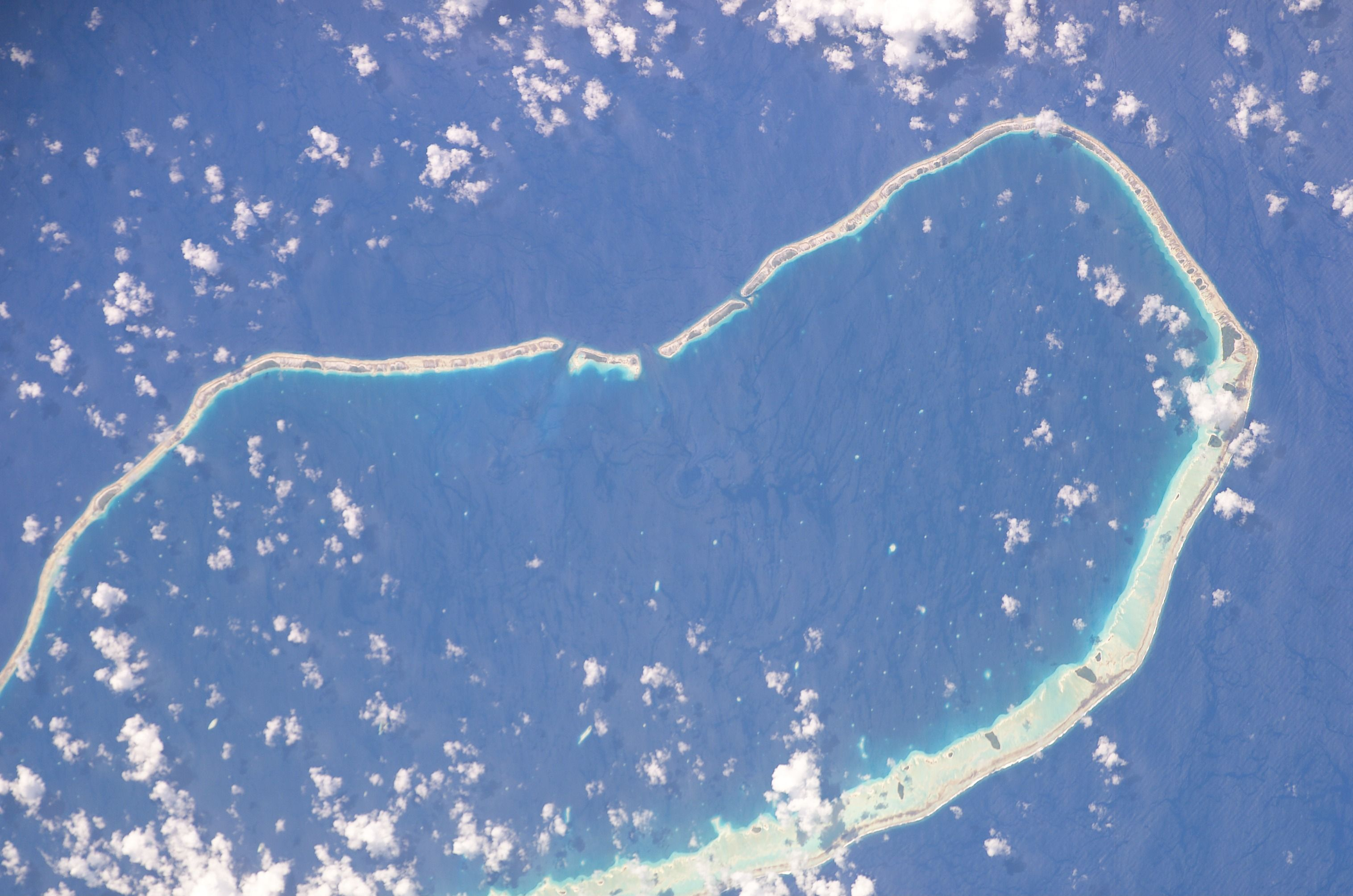
Космический снимок атолла.

Таханеа (фр. Tahanea, атолл Чичагова) — атолл в архипелаге Туамоту (Французская Полинезия). Расположен в 12 км к юго-востоку от атолла Фааите и в 530 км к востоку от острова Таити.

## География
Атолл имеет длину в 48 км и ширину в 15 км. В центре острова расположена огромная лагуна, которая окружена скоплением из примерно 50 моту. Лагуна в трёх местах соединена с океаническими водами.

## История
Таханеа был открыт в 1772 году испанским мореплавателем Доминго де Бонечеа. В 1820 году мимо атолла проплывал русский путешественник Фаддей Фаддеевич Беллинсгаузен, который назвал его атолл Чичагова (в честь героя войны 1812 года).

## Административное деление
Административно входит в состав коммуны Анаа.

## Население
В 2007 году атолл был необитаем, хотя время от времени его посещали жители других близлежащих островов.